# Franco Orozco
Franco Orozco (* 9. Januar 2002 in Ezeiza) ist ein argentinischer Fußballspieler, der als Flügelspieler für CA Lanús spielt.

## Karriere

### Verein
Orozco stammt aus dem Jugendsystem von CA Lanús und wurde Ende 2020 unter Trainer Luis Zubeldía in den Kader der A-Mannschaft befördert. Eine Woche später gab Orozco beim 3:2-Sieg gegen FC São Paulo in der Copa Sudamericana sein Debüt in der ersten Mannschaft, als er in der zweiten Halbzeit für Braian Aguirre eingewechselt wurde. Sein Debüt in der Primera División gab er am 1. November 2020 bei einer 1:2-Heimniederlage gegen Boca Juniors.

### Nationalmannschaft
Er nahm für Argentinien an der U-17-Fußball-Weltmeisterschaft 2019 und der U-17-Fußball-Südamerikameisterschaft 2019 teil. Letztere konnte gewonnen werden.